# Pontiac
Pontiac è stato un marchio automobilistico creato per fini commerciali dal gruppo General Motors nel 1926 e rimasto attivo fino al 2010. La denominazione evoca l'omonimo Capo indiano che nel 1763 quasi riuscì nell'intento di distruggere la nascente Detroit; sempre a lui si deve il nome dell'omonima cittadina del Michigan, dove fu originariamente fondata l'azienda.
Sotto questo marchio vennero vendute automobili negli Stati Uniti, in Canada e in Messico, contraddistinte da un buon compromesso tra prestazioni e costo, quindi rivolta per lo più a un pubblico giovane. In seguito all'applicazione del piano di ristrutturazione aziendale del gruppo General Motors volto a salvarlo dalla bancarotta, il 31 ottobre 2010 la General Motors ha ufficializzato la chiusura di tutte le concessionarie Pontiac e quindi la effettiva soppressione del marchio.

## Storia

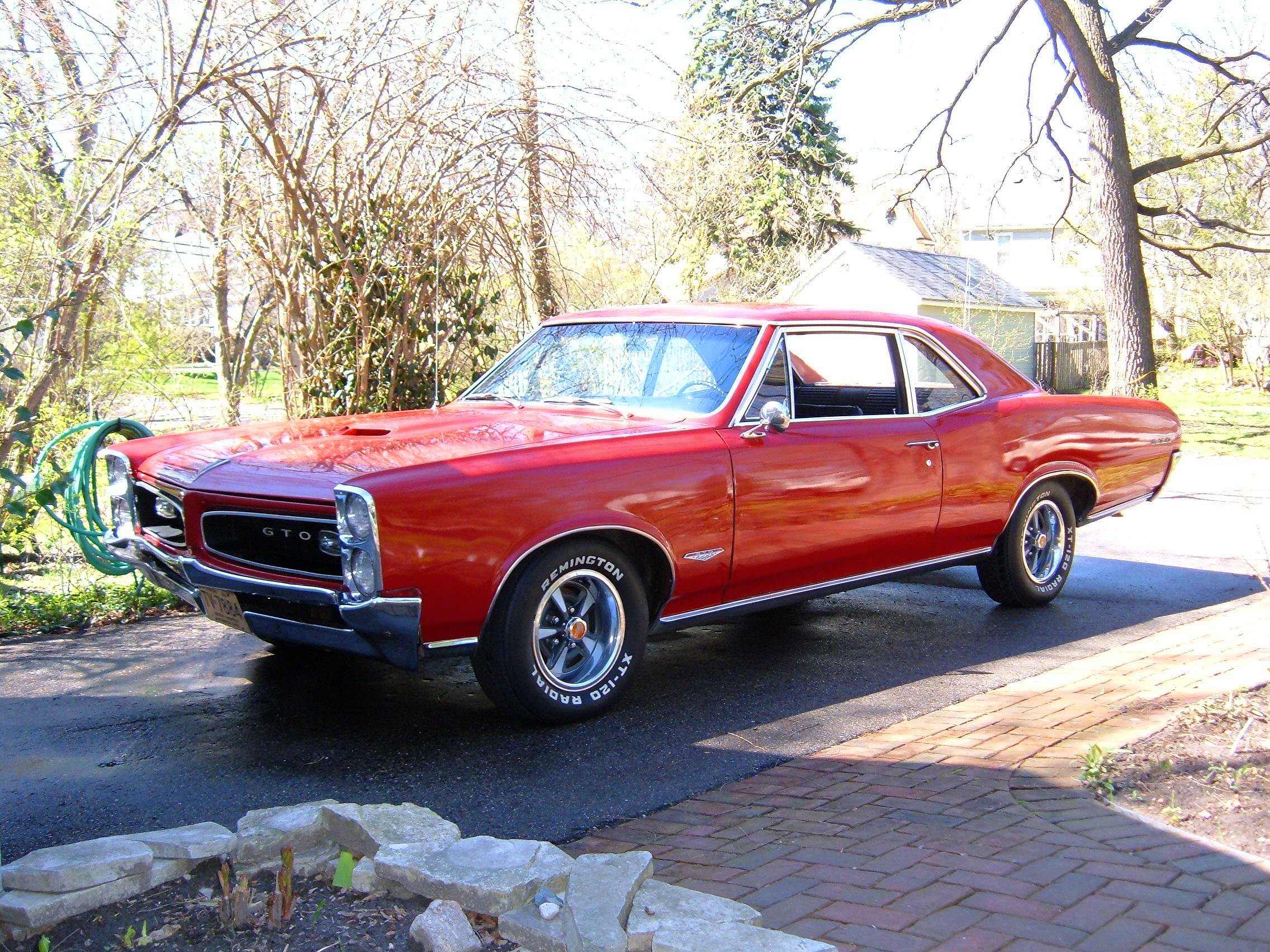
Una Pontiac GTO del 1966

Pontiac realizza le semisportive "Grand Am" e "Fiero", nel 1976 e 1986. Nel 1989 crea una filante monovolume, la "Trans Sport", che si rivela un grande successo, essendo in assoluto la prima ad avere in dotazione sette posti e una sola porta posteriore (la destra) scorrevole, un'innovazione che verrà ripresa successivamente da molte altre marche.
La vera impennata avviene nel 1991, con il parziale rinnovamento della "Firebird", con motore Chevrolet. Nel 1998 vengono rinnovate ancora la "Firebird" e la "Grand Prix", ottenendo grande successo anche in Europa. La "Firebird" finisce di essere prodotta nel 2002. La Pontiac realizza, in collaborazione con Toyota anche la Pontiac Vibe, basata sulla Toyota Corolla e che rimpiazza la Chevrolet Prizm. Nel 2003 al salone dell'automobile di Detroit viene presentata la nuova "GTO", con linee estetiche differenti dalle originali.

## Alcuni modelli

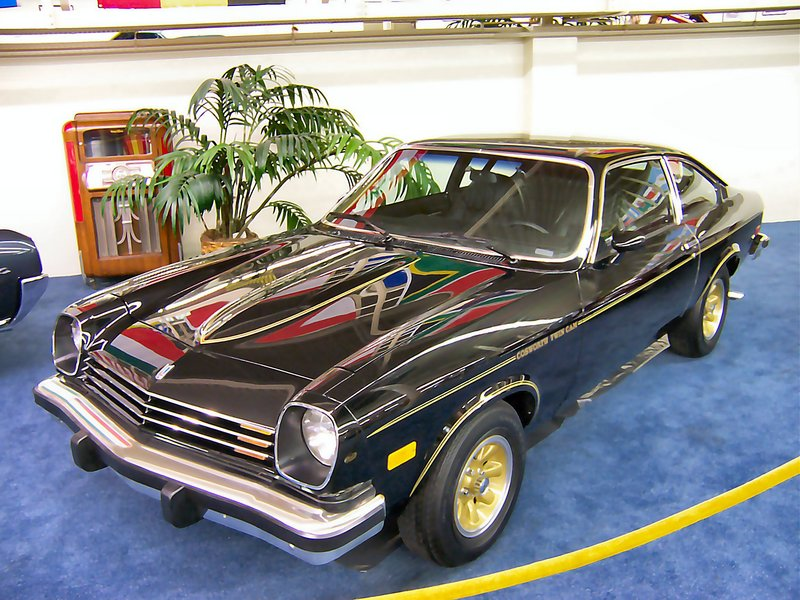
Pontiac Astre del 1975

- Pontiac GTO, prodotta dal 1964 al 1974. Viene spesso considerata la prima vera "muscle-car". A partire dal 2004 la Pontiac ha prodotto una nuova auto con questo stesso nome.

- Pontiac Astre, prodotta dal 1971 al 1977 per cercare di competere con il Maggiolino Volkswagen che aveva ottenuto uno straordinario successo negli Stati Uniti, ma che non riuscì certo nel suo obiettivo. Montava un motore di 2300 cm³ di cilindrata con 110 cavalli di potenza.

- Pontiac Firebird, prodotta dal 1967 al 2002 in quattro generazioni durante gli anni. KITT, la celebre auto protagonista del telefilm Supercar, deriva proprio da una Pontiac Firebird TransAm di terza generazione. La quarta generazione di quest'auto (1993-2002) montava motori con potenze da 275 a 325 cavalli.

- Pontiac Solstice, prodotta dal 2005, è un'auto sportiva che prende l'eredità della Pontiac Firebird. Il modello base costava 20.000 dollari circa.